# Аббасов, Аббас Айдын оглы
Аббас Айдын оглы Аббасов (азерб. Abbas Aydın oğlu Abbasov; род. 4 августа 1949, Кировабад, Азербайджанская ССР) — азербайджанский государственный, политический деятель.

## Биография
В 1971 году окончил Азербайджанский сельскохозяйственный институт. Работал старшим ветеринарным врачом республиканской лаборатории Главного управления ветеринарии Министерства сельского хозяйства Азербайджана, начальником цеха, директором Бакинской бройлерной фабрики (1979—1981).
В 1982—1989 гг. — заместитель Председателя Госкомитета птицеводства Узбекской ССР. В 1989—1990 гг. — генеральный директор Апшеронского птицеводческого объединения.
С 1990 года — первый секретарь Апшеронского районного комитета КП Азербайджанской ССР, в 1991—1992 гг. — Государственный советник Азербайджанской Республики.
С мая 1992 по 2006 год — первый заместитель Премьер-министра Азербайджанской Республики. Председатель Государственного Комитета по межнациональным отношениям (1993—2003), государственной комиссии по аграрной реформе. Председатель постоянно действующей межправительственной Государственной комиссии Азербайджана по вопросам экономического сотрудничества с Российской Федерацией. Возглавлял комитеты по экономическим вопросам Азербайджан — Россия, Азербайджан — Украина, Азербайджан — Узбекистан, был представителем Азербайджана в Межгосударственном экономическом комитете Экономического союза СНГ (1995—1999). Член Экономического совета СНГ (2000—2006).
В 1990—1995 годах — депутат Милли Меджлиса (парламента) Азербайджанской Республики.
В 1995 году с отличием окончил Институт социального управления и политологии. Кандидат ветеринарных наук.
В мае 2006 г. вышел в отставку и переехал в Москву.
Возглавляет Фонд поддержки предпринимательства «Деловое содружество» (Москва).
Мастер спорта по вольной борьбе.
Член Бюро ФИЛА, 15 лет возглавлял Федерацию борьбы Азербайджанской Республики, был на 5 Олимпийских играх. Награждён золотым ожерельем ФИЛА, золотым орденом ФИЛА (дважды).
Автор книг «Содружество взаимозависимых государств», «Этапы становления», «Все мы дети одной истории».

### Общественная деятельность
С 28 сентября 2012 г. — Председатель Общероссийского союза общественных объединений «Союз азербайджанских организаций России». С 25 января 2013 г. — по 10 августа 2016 года Председатель Совета Старейшин Федеральной национально-культурной автономии азербайджанцев России (ФНКА АзерРос). Является сопредседателем Попечительского комитета Межрелигиозного Совета СНГ, членом Высшего совета Боевого братства «Мир без границ» и высшего Совета Конгресса народов Кавказа.

### Семья
Женат, имеет 3 сыновей:
- Аббасов, Айдын Аббас оглы (род. 1976) — депутат Милли Меджлиса — парламента Азербайджана третьего созыва.

## Награды
- Орден «Независимость» (19 мая 2006 года) — за большие заслуги в экономическом развитии Азербайджана[4].
- Благодарность Президента Российской Федерации (10 июля 2017 года, Россия) — за достигнутые трудовые успехи, активную общественную деятельность и многолетнюю добросовестную работу[5].
- Знак отличия «За заслуги перед Москвой» (30 июня 2004 года, Москва, Россия) — за заслуги  в укреплении дружбы между народами и большой личный вклад в развитие экономического сотрудничества между Азербайджанской Республикой и Москвой[6].
- Почётная грамота Республики Дагестан (28 февраля 2001 года, Дагестан, Россия) — за большой вклад в развитие дружественных отношений и укрепление экономических связей между Республикой Дагестан и Республикой Азербайджан[7]
- Орден преподобного Сергия Радонежского III степени (Русской Православной церкви).
- медаль имени академика Юсифа Мамедалиева — за вклад в развитие просветительства и культуры.
- Грамота Содружества Независимых Государств (21 июня 2000 года — первое награждение) — за активную работу по укреплению и развитию Содружества Независимых Государств'[8]'.
- Патриаршая грамота — за особую помощь в развитии и восстановлении церковных памятников.